# District de Saint-Omer
Le district de Saint-Omer est une ancienne division territoriale française du département du Pas-de-Calais de 1790 à 1795.
Il était composé des cantons de Saint Omer, Aire, Arques, Bomy, Eperleques, Equerdes, Fauquembergue, Lambre, Liettres, Seninghem, Thérouanne, Tournehan et Wismes.